# Playa Daniel
Der Playa Daniel ist ein Strand im Norden der Livingston-Insel im Archipel der Südlichen Shetlandinseln. Er liegt unmittelbar südöstlich des Playa El Módulo und erstreckt sich bis zum Punta Haydée auf der Ostseite des Kap Shirreff am nördlichen Ausläufer der Johannes-Paul-II.-Halbinsel.
Wissenschaftler der 20. Chilenischen Antarktisexpedition (1965–1966) benannten ihn nach Daniel Torres Navarro, der an der ersten Zählung des Säugetierbestands in diesem Gebiet beteiligt war.